# Opernbesetzungen der Bregenzer Festspiele ab 2015

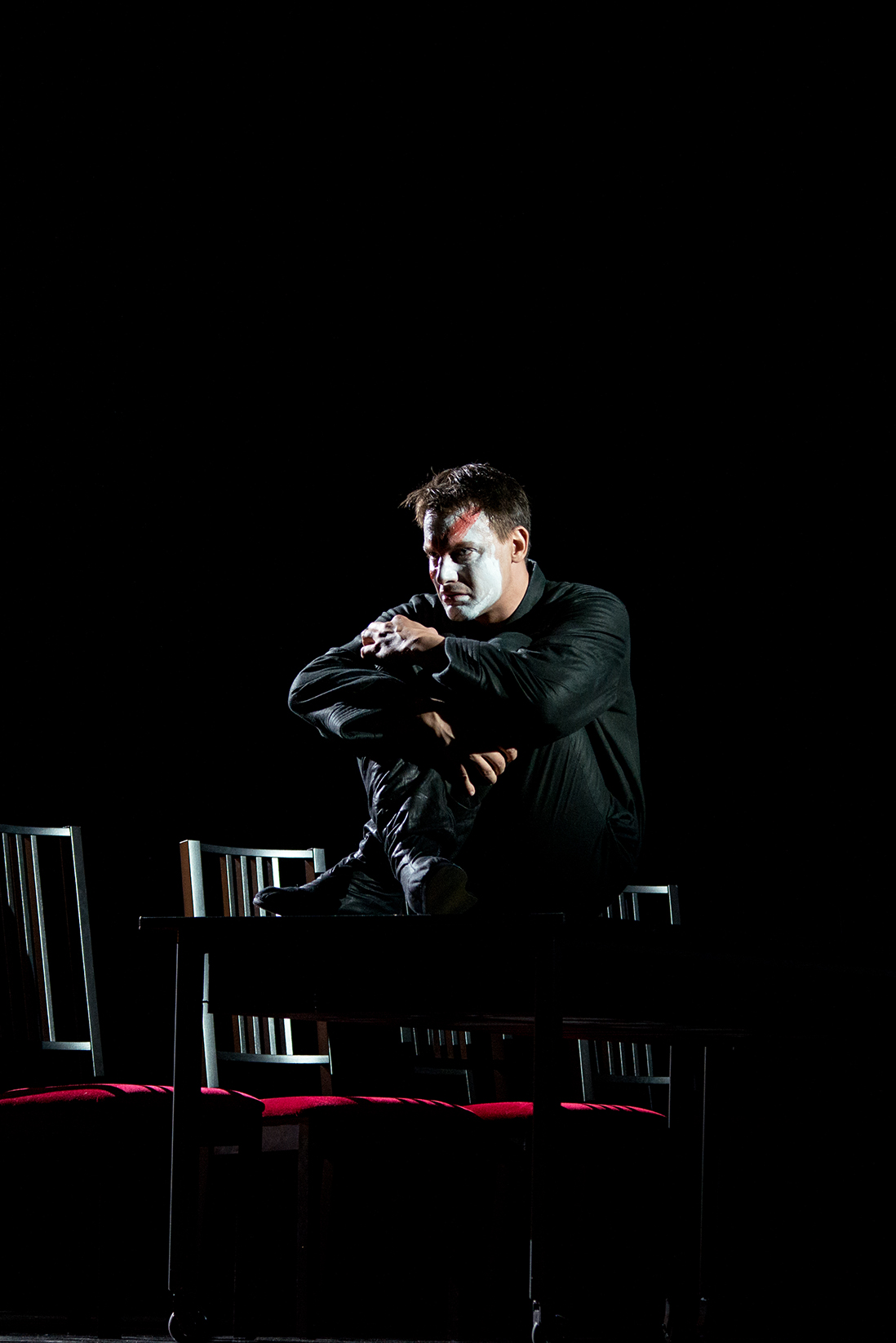
Amleto mit Pavel Černoch, 2016

Die Liste der Opernbesetzungen der Bregenzer Festspiele ab 2015 führt alle künstlerischen Mitwirkenden der Opernproduktionen der Bregenzer Festspiele während der Intendanz von Elisabeth Sobotka (2015 bis 2024) an. Die Werke und Mitwirkenden der kommenden Bregenzer Festspiele werden hier jeweils nach Publikation bekanntgegeben.

## Konzeption
Die neue Intendanz übernahm das bisherige Konzept, jede Oper auf der Seebühne zwei Sommer lang zu zeigen. Mit der Entscheidung für Turandot (für 2015 und 2016) und für Carmen (für 2017 und 2018) blieb Elisabeth Sobotka im Rahmen des maximal Populären der Opernwelt, bei Opern, die auch die Auslastung für 26 Aufführungen auf der Seebühne sichern können. Während Sobotkas Vorgänger David Pountney im Festspielhaus vorrangig Raritäten zeigte, entschloss sich die neue Intendantin, dort auch Werke des gängigen Repertoires in exzeptionellen Produktionen zu zeigen. Den Auftakt machte die bereits zweimal auf der Seebühne gezeigte Offenbach-Oper Les Contes d’Hoffmann, inszeniert von Stefan Herheim. 2016, 2021 und 2022 präsentierte die Intendantin Wiederentdeckungen italienischer Provenienz: Amleto von Franco Faccio, Nerone von Arrigo Boito und Siberia von Umberto Giordano.
Bespielt wird auch die Werkstattbühne und das Theater am Kornmarkt, wo ab 2015 ein Zyklus der drei Da-Ponte-Opern Mozarts angesetzt wurde. Weiters gelangte 2018 ein Auftragswerk von Thomas Larcher, Das Jagdgewehr, zur Uraufführung.

## 2015
| Turandot, Oper von Giacomo Puccini nach dem Theaterstück von Carlo Gozzi, 22. Juli bis 23. August 2015, Spiel am See (26 Aufführungen)                               | | | |
| Wiener Symphoniker Prager Philharmonischer Chor Lukáš Vasilek Chorleitung Paolo Carignani, Giuseppe Finzi                                                            | Marco Arturo Marelli Regie, Bühne Constance Hoffman Kostüme Davy Cunningham Ran Arthur Braun Kampf-Choreographie Aron Kitzig Video Gernot Gögele, Alwin Bösch Ton Olaf A. Schmitt Dramaturgie | Turandot | Katrin Kapplusch, Mlada Khudoley, Erika Sunnegårdh |
| Wiener Symphoniker Prager Philharmonischer Chor Lukáš Vasilek Chorleitung Paolo Carignani, Giuseppe Finzi                                                            | Marco Arturo Marelli Regie, Bühne Constance Hoffman Kostüme Davy Cunningham Ran Arthur Braun Kampf-Choreographie Aron Kitzig Video Gernot Gögele, Alwin Bösch Ton Olaf A. Schmitt Dramaturgie | Altoum | Peter Jelosits, Manuel von Senden |
| Wiener Symphoniker Prager Philharmonischer Chor Lukáš Vasilek Chorleitung Paolo Carignani, Giuseppe Finzi                                                            | Marco Arturo Marelli Regie, Bühne Constance Hoffman Kostüme Davy Cunningham Ran Arthur Braun Kampf-Choreographie Aron Kitzig Video Gernot Gögele, Alwin Bösch Ton Olaf A. Schmitt Dramaturgie | Timur | Dimitry Ivashchenko, Michael Ryssov |
| Wiener Symphoniker Prager Philharmonischer Chor Lukáš Vasilek Chorleitung Paolo Carignani, Giuseppe Finzi                                                            | Marco Arturo Marelli Regie, Bühne Constance Hoffman Kostüme Davy Cunningham Ran Arthur Braun Kampf-Choreographie Aron Kitzig Video Gernot Gögele, Alwin Bösch Ton Olaf A. Schmitt Dramaturgie | Calaf | Riccardo Massi, Arnold Rawls, Rafael Rojas |
| Wiener Symphoniker Prager Philharmonischer Chor Lukáš Vasilek Chorleitung Paolo Carignani, Giuseppe Finzi                                                            | Marco Arturo Marelli Regie, Bühne Constance Hoffman Kostüme Davy Cunningham Ran Arthur Braun Kampf-Choreographie Aron Kitzig Video Gernot Gögele, Alwin Bösch Ton Olaf A. Schmitt Dramaturgie | Liù | Yitian Luan, Marjukka Tepponen, Guanqun Yu |
| Wiener Symphoniker Prager Philharmonischer Chor Lukáš Vasilek Chorleitung Paolo Carignani, Giuseppe Finzi                                                            | Marco Arturo Marelli Regie, Bühne Constance Hoffman Kostüme Davy Cunningham Ran Arthur Braun Kampf-Choreographie Aron Kitzig Video Gernot Gögele, Alwin Bösch Ton Olaf A. Schmitt Dramaturgie | Ping | Thomas Oliemans, Andrè Schuen |
| Wiener Symphoniker Prager Philharmonischer Chor Lukáš Vasilek Chorleitung Paolo Carignani, Giuseppe Finzi                                                            | Marco Arturo Marelli Regie, Bühne Constance Hoffman Kostüme Davy Cunningham Ran Arthur Braun Kampf-Choreographie Aron Kitzig Video Gernot Gögele, Alwin Bösch Ton Olaf A. Schmitt Dramaturgie | Pang | Peter Marsh, Taylan Reinhard |
| Wiener Symphoniker Prager Philharmonischer Chor Lukáš Vasilek Chorleitung Paolo Carignani, Giuseppe Finzi                                                            | Marco Arturo Marelli Regie, Bühne Constance Hoffman Kostüme Davy Cunningham Ran Arthur Braun Kampf-Choreographie Aron Kitzig Video Gernot Gögele, Alwin Bösch Ton Olaf A. Schmitt Dramaturgie | Pong | Cosmin Ifrim, Kyungho Kim |
| Wiener Symphoniker Prager Philharmonischer Chor Lukáš Vasilek Chorleitung Paolo Carignani, Giuseppe Finzi                                                            | Marco Arturo Marelli Regie, Bühne Constance Hoffman Kostüme Davy Cunningham Ran Arthur Braun Kampf-Choreographie Aron Kitzig Video Gernot Gögele, Alwin Bösch Ton Olaf A. Schmitt Dramaturgie | Ein Mandarin | Yasushi Hirano, Grigory Shkarupa |
| Les Contes d’Hoffmann, 23. Juli bis 6. August 2015, Festspielhaus (fünf Aufführungen), Koproduktion mit der Oper Köln und der Königlichen Oper Kopenhagen            | | | |
| Wiener Symphoniker Prager Philharmonischer Chor Lukáš Vasilek Chorleitung Johannes Debus                                                                             | Stefan Herheim Christof Hetzer, Esther Bialas Phoenix (Andreas Hofer) Olaf A. Schmitt Dramaturgie                                                                                             | Kerstin Avemo Olympia/Giulietta Mandy Fredrich Antonia/Giulietta Rachel Frenkel Muse/Niklausse/Stimme aus dem Grab | Daniel Johansson Hoffmann Michael Volle Lindorf/Coppélius/Dr. Miracle/Dapertutto Bengt-Ola Morgny Spalanzani Ketil Hugaas Crespel/Luther Christophe Mortagne Andrès/Cochenille/Frantz/Pitichinaccio |
| Der goldene Drache von Roland Schimmelpfennig und Péter Eötvös, ÖE, 19. bis 21. August 2015, Werkstattbühne (zwei Aufführungen), Koproduktion mit der Oper Frankfurt | | | |
| Ensemble Modern Hartmut Keil | Elisabeth Stöppler Hermann Feuchter, Nicole Pleuler Jan Hartmann Norbert Ommer Klangregie Zsolt Horpácsy Dramaturgie                                                                          | Kateryna Kasper Hedwig Fassbender                                                                                  | Simon Bode Holger Falk Hans-Jürgen Lazar |
| Così fan tutte, Oper von Lorenzo da Ponte und Wolfgang Amadeus Mozart, 17. bis 22. August 2015, Theater am Kornmarkt (vier Aufführungen)                             | | | |
| Symphonieorchester Vorarlberg Hartmut Keil | Jörg Lichtenstein Susanne Boehm, Jutta Delorme Matthias Zuggal Olaf A. Schmitt Dramaturgie | Kelebogile Pearl Besong Fiordiligi Annika Schlicht Dorabella Sónia Grané Despina                                   | Stephen Chambers Ferrando Maximilian Krummen Guglielmo Grigory Shkarupa Don Alfonso |

## 2016
| Turandot, Oper von Giacomo Puccini nach dem Theaterstück von Carlo Gozzi, 21. Juli bis 21. August 2016, Spiel am See (23 Aufführungen)                      | |                                                                               | |
| Wiener Symphoniker Prager Philharmonischer Chor Lukáš Vasilek Chorleitung Bregenzer Festspielchor Benjamin Lack Chorleitung Paolo Carignani, Giuseppe Finzi | Marco Arturo Marelli Regie, Bühne Constance Hoffman Kostüme Davy Cunningham Ran Arthur Braun Kampf-Choreographie Aron Kitzig Video Gernot Gögele, Alwin Bösch Ton Olaf A. Schmitt Dramaturgie | Turandot                                                                      | Katrin Kapplusch, Mlada Khudoley, Erika Sunnegårdh |
| Wiener Symphoniker Prager Philharmonischer Chor Lukáš Vasilek Chorleitung Bregenzer Festspielchor Benjamin Lack Chorleitung Paolo Carignani, Giuseppe Finzi | Marco Arturo Marelli Regie, Bühne Constance Hoffman Kostüme Davy Cunningham Ran Arthur Braun Kampf-Choreographie Aron Kitzig Video Gernot Gögele, Alwin Bösch Ton Olaf A. Schmitt Dramaturgie | Altoum                                                                        | Christophe Montagne, Manuel von Senden |
| Wiener Symphoniker Prager Philharmonischer Chor Lukáš Vasilek Chorleitung Bregenzer Festspielchor Benjamin Lack Chorleitung Paolo Carignani, Giuseppe Finzi | Marco Arturo Marelli Regie, Bühne Constance Hoffman Kostüme Davy Cunningham Ran Arthur Braun Kampf-Choreographie Aron Kitzig Video Gernot Gögele, Alwin Bösch Ton Olaf A. Schmitt Dramaturgie | Timur                                                                         | Gianluca Buratto, Mika Kares |
| Wiener Symphoniker Prager Philharmonischer Chor Lukáš Vasilek Chorleitung Bregenzer Festspielchor Benjamin Lack Chorleitung Paolo Carignani, Giuseppe Finzi | Marco Arturo Marelli Regie, Bühne Constance Hoffman Kostüme Davy Cunningham Ran Arthur Braun Kampf-Choreographie Aron Kitzig Video Gernot Gögele, Alwin Bösch Ton Olaf A. Schmitt Dramaturgie | Calaf                                                                         | Riccardo Massi, Arnold Rawls, Rafael Rojas |
| Wiener Symphoniker Prager Philharmonischer Chor Lukáš Vasilek Chorleitung Bregenzer Festspielchor Benjamin Lack Chorleitung Paolo Carignani, Giuseppe Finzi | Marco Arturo Marelli Regie, Bühne Constance Hoffman Kostüme Davy Cunningham Ran Arthur Braun Kampf-Choreographie Aron Kitzig Video Gernot Gögele, Alwin Bösch Ton Olaf A. Schmitt Dramaturgie | Liù                                                                           | Yitian Luan, Marjukka Tepponen, Guanqun Yu |
| Wiener Symphoniker Prager Philharmonischer Chor Lukáš Vasilek Chorleitung Bregenzer Festspielchor Benjamin Lack Chorleitung Paolo Carignani, Giuseppe Finzi | Marco Arturo Marelli Regie, Bühne Constance Hoffman Kostüme Davy Cunningham Ran Arthur Braun Kampf-Choreographie Aron Kitzig Video Gernot Gögele, Alwin Bösch Ton Olaf A. Schmitt Dramaturgie | Ping                                                                          | Matija Meic |
| Wiener Symphoniker Prager Philharmonischer Chor Lukáš Vasilek Chorleitung Bregenzer Festspielchor Benjamin Lack Chorleitung Paolo Carignani, Giuseppe Finzi | Marco Arturo Marelli Regie, Bühne Constance Hoffman Kostüme Davy Cunningham Ran Arthur Braun Kampf-Choreographie Aron Kitzig Video Gernot Gögele, Alwin Bösch Ton Olaf A. Schmitt Dramaturgie | Pang                                                                          | Peter Marsh, Taylan Reinhard |
| Wiener Symphoniker Prager Philharmonischer Chor Lukáš Vasilek Chorleitung Bregenzer Festspielchor Benjamin Lack Chorleitung Paolo Carignani, Giuseppe Finzi | Marco Arturo Marelli Regie, Bühne Constance Hoffman Kostüme Davy Cunningham Ran Arthur Braun Kampf-Choreographie Aron Kitzig Video Gernot Gögele, Alwin Bösch Ton Olaf A. Schmitt Dramaturgie | Pong                                                                          | Cosmin Ifrim, Kyungho Kim |
| Wiener Symphoniker Prager Philharmonischer Chor Lukáš Vasilek Chorleitung Bregenzer Festspielchor Benjamin Lack Chorleitung Paolo Carignani, Giuseppe Finzi | Marco Arturo Marelli Regie, Bühne Constance Hoffman Kostüme Davy Cunningham Ran Arthur Braun Kampf-Choreographie Aron Kitzig Video Gernot Gögele, Alwin Bösch Ton Olaf A. Schmitt Dramaturgie | Ein Mandarin                                                                  | Yasushi Hirano, Grigory Shkarupa |
| Hamlet von Franco Faccio, Libretto von Arrigo Boito, Österreichische Erstaufführung, 20. bis 28. Juli 2016, Festspielhaus (drei Aufführungen)               | |                                                                               | |
| Wiener Symphoniker Prager Philharmonischer Chor Lukáš Vasilek Chorleitung Paolo Carignani                                                                   | Olivier Tambosi Frank Philipp Schlößmann, Gesine Völlm Manfred Voss, Davy Cunningham Ran Arthur Braun Choreographie Olaf A. Schmitt Dramaturgie                                               | Iulia Maria Dan Ofelia Dshamilja Kaiser Gertrude Sabine Winter Die Königin    | Pavel Černoch Amleto Claudio Sgura Claudio Eduard Tsanga Polonio Sébastien Soulès Orazio Bartosz Urbanowicz Marcello Paul Schweinester Laerte Gianluca Buratto Der Geist \| Ein Priester Jonathan Winell Ein Herold \| Der König Gonzaga Yasushi Hirano Luciano \| Erster Totengräber |
| Make No Noise, Kammeroper von Miroslav Srnka, Libretto von Tom Holloway, ÖE, 17. und 19. August 2016, Werkstattbühne (zwei Aufführungen)                    | |                                                                               | |
| Ensemble Modern Dirk Kaftan | Johannes Erath Katrin Connan Jan Hartmann Norbert Ommer Klangregie Olaf A. Schmitt Dramaturgie                                                                                                | Measha Brueggergosman Hanna Annika Schlicht Inge                              | Holger Falk Joseph Taylan Reinhard Arbeiter \| Simon Maciej Idziorek Boss \| Martin |
| Don Giovanni, Oper von Lorenzo da Ponte und Wolfgang Amadeus Mozart, 15. bis 20. August 2016, Theater am Kornmarkt (vier Aufführungen)                      | |                                                                               | |
| Symphonieorchester Vorarlberg Hartmut Keil | Barbara Wysocka Barbara Hanicka Andergrand Media + Spektakle | Oksana Sekerina Donna Anna Camila Titinger Donna Elvira Hagar Sharvit Zerlina | Wolfgang Stefan Schwaiger Don Giovanni David Oštrek Leporello Dominic Barberi Komtur Dashuai Chen Don Ottavio Jung Rae Kim Masetto |

## 2017
| Carmen von Henri Meilhac, Ludovic Halévy und Georges Bizet (nach der Erzählung von Prosper Mérimée), 19. Juli bis 20. August 2017, Spiel am See (26 Aufführungen)            | | | |
| Wiener Symphoniker Prager Philharmonischer Chor Lukáš Vasilek Chorleitung Bregenzer Festspielchor Benjamin Lack Chorleitung Paolo Carignani/Jordan de Souza                  | Kasper Holten Es Devlin Anja Vang Kragh Bruno Poet Luke Halls Video Signe Fabricius Choreographie   | Carmen | Gaëlle Arquez, Lena Belkina, Annalisa Stroppa |
| Wiener Symphoniker Prager Philharmonischer Chor Lukáš Vasilek Chorleitung Bregenzer Festspielchor Benjamin Lack Chorleitung Paolo Carignani/Jordan de Souza                  | Kasper Holten Es Devlin Anja Vang Kragh Bruno Poet Luke Halls Video Signe Fabricius Choreographie   | Don José | Daniel Johansson, Martin Muehle, Arnold Rawls |
| Wiener Symphoniker Prager Philharmonischer Chor Lukáš Vasilek Chorleitung Bregenzer Festspielchor Benjamin Lack Chorleitung Paolo Carignani/Jordan de Souza                  | Kasper Holten Es Devlin Anja Vang Kragh Bruno Poet Luke Halls Video Signe Fabricius Choreographie   | Micaëla | Cristina Pasaroiu, Mélissa Petit, Elena Tsallagova |
| Wiener Symphoniker Prager Philharmonischer Chor Lukáš Vasilek Chorleitung Bregenzer Festspielchor Benjamin Lack Chorleitung Paolo Carignani/Jordan de Souza                  | Kasper Holten Es Devlin Anja Vang Kragh Bruno Poet Luke Halls Video Signe Fabricius Choreographie   | Escamillo | Andrew Foster-Williams, Scott Hendricks, Kostas Smoriginas                                                                                                  |
| Wiener Symphoniker Prager Philharmonischer Chor Lukáš Vasilek Chorleitung Bregenzer Festspielchor Benjamin Lack Chorleitung Paolo Carignani/Jordan de Souza                  | Kasper Holten Es Devlin Anja Vang Kragh Bruno Poet Luke Halls Video Signe Fabricius Choreographie   | Dancaïro | Adrian Clarke, Dariusz Perczak |
| Wiener Symphoniker Prager Philharmonischer Chor Lukáš Vasilek Chorleitung Bregenzer Festspielchor Benjamin Lack Chorleitung Paolo Carignani/Jordan de Souza                  | Kasper Holten Es Devlin Anja Vang Kragh Bruno Poet Luke Halls Video Signe Fabricius Choreographie   | Remendado | Simeon Esper, István Horváth, Peter Marsh |
| Wiener Symphoniker Prager Philharmonischer Chor Lukáš Vasilek Chorleitung Bregenzer Festspielchor Benjamin Lack Chorleitung Paolo Carignani/Jordan de Souza                  | Kasper Holten Es Devlin Anja Vang Kragh Bruno Poet Luke Halls Video Signe Fabricius Choreographie   | Moralès | Rafael Fingerlos, Wolfgang Stefan Schwaiger |
| Wiener Symphoniker Prager Philharmonischer Chor Lukáš Vasilek Chorleitung Bregenzer Festspielchor Benjamin Lack Chorleitung Paolo Carignani/Jordan de Souza                  | Kasper Holten Es Devlin Anja Vang Kragh Bruno Poet Luke Halls Video Signe Fabricius Choreographie   | Zuniga | Yasushi Hirano, Sébastien Soulès |
| Wiener Symphoniker Prager Philharmonischer Chor Lukáš Vasilek Chorleitung Bregenzer Festspielchor Benjamin Lack Chorleitung Paolo Carignani/Jordan de Souza                  | Kasper Holten Es Devlin Anja Vang Kragh Bruno Poet Luke Halls Video Signe Fabricius Choreographie   | Lillas Pastia | Stefan Wallraven |
| Wiener Symphoniker Prager Philharmonischer Chor Lukáš Vasilek Chorleitung Bregenzer Festspielchor Benjamin Lack Chorleitung Paolo Carignani/Jordan de Souza                  | Kasper Holten Es Devlin Anja Vang Kragh Bruno Poet Luke Halls Video Signe Fabricius Choreographie   | Frasquita | Jana Baumeister, Soniá Grané |
| Wiener Symphoniker Prager Philharmonischer Chor Lukáš Vasilek Chorleitung Bregenzer Festspielchor Benjamin Lack Chorleitung Paolo Carignani/Jordan de Souza                  | Kasper Holten Es Devlin Anja Vang Kragh Bruno Poet Luke Halls Video Signe Fabricius Choreographie   | Mercédès | Marion Lebègue, Judita Nagyová |
| Moses in Ägypten von Andrea Leone Tottola und Gioachino Rossini (italienische Fassung), 20. Juli 2017, Festspielhaus (drei Aufführungen)                                     | | | |
| Wiener Symphoniker Prager Philharmonischer Chor Lukáš Vasilek Chorleitung Enrique Mazzola                                                                                    | Lotte de Beer und das Theaterkollektiv Hotel Modern Christof Hetzer                                 | Mandy Fredrich Amaltea Clarissa Costanzo Elcia Dara Savinova Amenofi                                                        | Andrew Foster-Williams Faraone Sunnyboy Dladla Osiride Taylan Reinhard Mambre Goran Jurić Mose Matteo Macchioni Aronne                                      |
| Le nozze di Figaro, Oper von Lorenzo da Ponte und Wolfgang Amadeus Mozart, 14. bis 19. August 2017, Theater am Kornmarkt (vier Aufführungen)                                 | | | |
| Symphonieorchester Vorarlberg Hartmut Keil | Jörg Lichtenstein Nikolaus Webern Olaf A. Schmitt Dramaturgie                                       | Mojca Bitenc Gräfin Almaviva Anat Edri Susanne Corinna Scheurle Marcellina Natalia Skrycka Cherubino Jenifer Lary Barbarina | Vincenzo Neri Graf Almaviva Adam Kutny Figaro |
| To the Lighthouse, Oper von Zesse Seglias, Libretto von Ernst Marianne Binder nach Virginia Woolf, Uraufführung, 16. und 18. August 2017, Werkstattbühne (zwei Aufführungen) | | | |
| Symphonieorchester Vorarlberg Claire Levacher | Ernst Marianne Binder Jakob Kolding Vibeke Andersen Geari Schreilechner Olaf A. Schmitt Dramaturgie | Christie Finn Mrs. Ramsay Sophia Burgos Lily Briscoe Dalia Schaechter Mrs. McNab                                            | Jean-Marc Salzmann Mr. Ramsay Alexander York James Ramsay Adrian Clarke Augustus Carmichael Taylan Reinhard Charles Tansley Sébastien Soulès William Bankes |

## 2018
| Carmen von Henri Meilhac, Ludovic Halévy und Georges Bizet (nach der Erzählung von Prosper Mérimée), 19. Juli bis 19. August 2017, Spiel am See (28 Aufführungen)                      |                                                                                                   |                                                                                     | |
| Wiener Symphoniker Prager Philharmonischer Chor Lukáš Vasilek Chorleitung Bregenzer Festspielchor Benjamin Lack Chorleitung Antonino Fogliani/Jordan de Souza                          | Kasper Holten Es Devlin Anja Vang Kragh Bruno Poet Luke Halls Video Signe Fabricius Choreographie | Carmen                                                                              | Gaëlle Arquez, Lena Belkina, Annalisa Stroppa |
| Wiener Symphoniker Prager Philharmonischer Chor Lukáš Vasilek Chorleitung Bregenzer Festspielchor Benjamin Lack Chorleitung Antonino Fogliani/Jordan de Souza                          | Kasper Holten Es Devlin Anja Vang Kragh Bruno Poet Luke Halls Video Signe Fabricius Choreographie | Don José                                                                            | Daniel Johansson, Martin Muehle, David Pomeroy |
| Wiener Symphoniker Prager Philharmonischer Chor Lukáš Vasilek Chorleitung Bregenzer Festspielchor Benjamin Lack Chorleitung Antonino Fogliani/Jordan de Souza                          | Kasper Holten Es Devlin Anja Vang Kragh Bruno Poet Luke Halls Video Signe Fabricius Choreographie | Micaëla                                                                             | Mojca Bitenc, Cristina Pasaroiu, Corinne Winters |
| Wiener Symphoniker Prager Philharmonischer Chor Lukáš Vasilek Chorleitung Bregenzer Festspielchor Benjamin Lack Chorleitung Antonino Fogliani/Jordan de Souza                          | Kasper Holten Es Devlin Anja Vang Kragh Bruno Poet Luke Halls Video Signe Fabricius Choreographie | Escamillo                                                                           | Andrew Foster-Williams, Kostas Smoriginas |
| Wiener Symphoniker Prager Philharmonischer Chor Lukáš Vasilek Chorleitung Bregenzer Festspielchor Benjamin Lack Chorleitung Antonino Fogliani/Jordan de Souza                          | Kasper Holten Es Devlin Anja Vang Kragh Bruno Poet Luke Halls Video Signe Fabricius Choreographie | Dancaïro                                                                            | Adrian Clarke, Dariusz Perczak |
| Wiener Symphoniker Prager Philharmonischer Chor Lukáš Vasilek Chorleitung Bregenzer Festspielchor Benjamin Lack Chorleitung Antonino Fogliani/Jordan de Souza                          | Kasper Holten Es Devlin Anja Vang Kragh Bruno Poet Luke Halls Video Signe Fabricius Choreographie | Remendado                                                                           | István Horváth, Peter Marsh |
| Wiener Symphoniker Prager Philharmonischer Chor Lukáš Vasilek Chorleitung Bregenzer Festspielchor Benjamin Lack Chorleitung Antonino Fogliani/Jordan de Souza                          | Kasper Holten Es Devlin Anja Vang Kragh Bruno Poet Luke Halls Video Signe Fabricius Choreographie | Moralès                                                                             | Rafael Fingerlos, Wolfgang Stefan Schwaiger |
| Wiener Symphoniker Prager Philharmonischer Chor Lukáš Vasilek Chorleitung Bregenzer Festspielchor Benjamin Lack Chorleitung Antonino Fogliani/Jordan de Souza                          | Kasper Holten Es Devlin Anja Vang Kragh Bruno Poet Luke Halls Video Signe Fabricius Choreographie | Zuniga                                                                              | Yasushi Hirano, Sébastien Soulès |
| Wiener Symphoniker Prager Philharmonischer Chor Lukáš Vasilek Chorleitung Bregenzer Festspielchor Benjamin Lack Chorleitung Antonino Fogliani/Jordan de Souza                          | Kasper Holten Es Devlin Anja Vang Kragh Bruno Poet Luke Halls Video Signe Fabricius Choreographie | Lillas Pastia                                                                       | Stefan Wallraven |
| Wiener Symphoniker Prager Philharmonischer Chor Lukáš Vasilek Chorleitung Bregenzer Festspielchor Benjamin Lack Chorleitung Antonino Fogliani/Jordan de Souza                          | Kasper Holten Es Devlin Anja Vang Kragh Bruno Poet Luke Halls Video Signe Fabricius Choreographie | Frasquita                                                                           | Cornelie Isenbürger, Léonie Renaud |
| Wiener Symphoniker Prager Philharmonischer Chor Lukáš Vasilek Chorleitung Bregenzer Festspielchor Benjamin Lack Chorleitung Antonino Fogliani/Jordan de Souza                          | Kasper Holten Es Devlin Anja Vang Kragh Bruno Poet Luke Halls Video Signe Fabricius Choreographie | Mercédès                                                                            | Marion Lebègue, Judita Nagyova |
| Beatrice Cenci von Percy Bysshe Shelley und Berthold Goldschmidt, Libretto von Martin Esslin, Österreichische Erstaufführung, 18. bis 30. Juli 2018, Festspielhaus (drei Aufführungen) |                                                                                                   |                                                                                     | |
| Wiener Symphoniker Prager Philharmonischer Chor Lukáš Vasilek Chorleitung Johannes Debus                                                                                               | Johannes Erath Katrin Connan Katharina Tasch                                                      | Dshamilja Kaiser Lucrezia Gal James Beatrice Christina Bock, Bianca Andrew Bernardo | Christoph Pohl Graf Francesco Cenci Per Bach Nissen Kardinal Camillo Michael Laurenz Orsino Wolfgang Stefan Schwaiger Marzio Sébastien Soulès Olimpio Peter Marsh Ein Richter |
| Das Jagdgewehr von Yasushi Inoue und Thomas Larcher, Libretto von Friederike Gösweiner, Uraufführung, 15. bis 18. August 2018, Werkstattbühne (drei Aufführungen)                      |                                                                                                   |                                                                                     | |
| Ensemble Modern Michael Boder | Karl Markovics Katharina Wöppermann Olaf A. Schmitt Dramaturgie                                   | Sarah Aristidou Shoko Sophia Burgos Midori Olivia Vermeulen Saiko                   | Mark Padmore Dichter Andrè Schuen Josuke Misugi |

## 2019
| Rigoletto, Oper von Giuseppe Verdi nach Le Roi s'amuse von Victor Hugo, 17. Juli bis 18. August 2019, Spiel am See (26 Aufführungen)                                                                 | |                                                                        |                                                                                             |
| Wiener Symphoniker Prager Philharmonischer Chor Lukáš Vasilek Chorleitung Bregenzer Festspielchor Benjamin Lack Chorleitung Enrique Mazzola, Jordan de Souza                                         | Philipp Stölzl Regie Philipp Stölzl, Heike Vollmer Bühne Kathi Maurer Kostüme Philipp Krenn Mitarbeit Regie Olaf A. Schmitt Dramaturgie | Der Herzog von Mantua                                                  | Stephen Costello, Sergey Romanovsky, Pavel Vaduzhin                                         |
| Wiener Symphoniker Prager Philharmonischer Chor Lukáš Vasilek Chorleitung Bregenzer Festspielchor Benjamin Lack Chorleitung Enrique Mazzola, Jordan de Souza                                         | Philipp Stölzl Regie Philipp Stölzl, Heike Vollmer Bühne Kathi Maurer Kostüme Philipp Krenn Mitarbeit Regie Olaf A. Schmitt Dramaturgie | Rigoletto                                                              | Scott Hendricks, Vladimir Stoyanov, Franco Vassallo                                         |
| Wiener Symphoniker Prager Philharmonischer Chor Lukáš Vasilek Chorleitung Bregenzer Festspielchor Benjamin Lack Chorleitung Enrique Mazzola, Jordan de Souza                                         | Philipp Stölzl Regie Philipp Stölzl, Heike Vollmer Bühne Kathi Maurer Kostüme Philipp Krenn Mitarbeit Regie Olaf A. Schmitt Dramaturgie | Gilda                                                                  | Hila Fahima, Mélissa Petit, Ekaterina Sadovnikova                                           |
| Wiener Symphoniker Prager Philharmonischer Chor Lukáš Vasilek Chorleitung Bregenzer Festspielchor Benjamin Lack Chorleitung Enrique Mazzola, Jordan de Souza                                         | Philipp Stölzl Regie Philipp Stölzl, Heike Vollmer Bühne Kathi Maurer Kostüme Philipp Krenn Mitarbeit Regie Olaf A. Schmitt Dramaturgie | Sparafucile                                                            | Goderdzi Janelidze, Miklós Sebestyén                                                        |
| Wiener Symphoniker Prager Philharmonischer Chor Lukáš Vasilek Chorleitung Bregenzer Festspielchor Benjamin Lack Chorleitung Enrique Mazzola, Jordan de Souza                                         | Philipp Stölzl Regie Philipp Stölzl, Heike Vollmer Bühne Kathi Maurer Kostüme Philipp Krenn Mitarbeit Regie Olaf A. Schmitt Dramaturgie | Maddalena / Giovanna                                                   | Rinat Shaham, Katrin Wundsam                                                                |
| Wiener Symphoniker Prager Philharmonischer Chor Lukáš Vasilek Chorleitung Bregenzer Festspielchor Benjamin Lack Chorleitung Enrique Mazzola, Jordan de Souza                                         | Philipp Stölzl Regie Philipp Stölzl, Heike Vollmer Bühne Kathi Maurer Kostüme Philipp Krenn Mitarbeit Regie Olaf A. Schmitt Dramaturgie | Der Graf von Monterone                                                 | Sebastian Holecek, Kostas Smoriginas                                                        |
| Wiener Symphoniker Prager Philharmonischer Chor Lukáš Vasilek Chorleitung Bregenzer Festspielchor Benjamin Lack Chorleitung Enrique Mazzola, Jordan de Souza                                         | Philipp Stölzl Regie Philipp Stölzl, Heike Vollmer Bühne Kathi Maurer Kostüme Philipp Krenn Mitarbeit Regie Olaf A. Schmitt Dramaturgie | Marullo                                                                | Liviu Holender, Wolfgang Stefan Schwaiger                                                   |
| Wiener Symphoniker Prager Philharmonischer Chor Lukáš Vasilek Chorleitung Bregenzer Festspielchor Benjamin Lack Chorleitung Enrique Mazzola, Jordan de Souza                                         | Philipp Stölzl Regie Philipp Stölzl, Heike Vollmer Bühne Kathi Maurer Kostüme Philipp Krenn Mitarbeit Regie Olaf A. Schmitt Dramaturgie | Borsa                                                                  | Taylan Reinhard, Paul Schweinester                                                          |
| Wiener Symphoniker Prager Philharmonischer Chor Lukáš Vasilek Chorleitung Bregenzer Festspielchor Benjamin Lack Chorleitung Enrique Mazzola, Jordan de Souza                                         | Philipp Stölzl Regie Philipp Stölzl, Heike Vollmer Bühne Kathi Maurer Kostüme Philipp Krenn Mitarbeit Regie Olaf A. Schmitt Dramaturgie | Der Graf von Ceprano                                                   | Jorge Eleazar, David Oštrek                                                                 |
| Wiener Symphoniker Prager Philharmonischer Chor Lukáš Vasilek Chorleitung Bregenzer Festspielchor Benjamin Lack Chorleitung Enrique Mazzola, Jordan de Souza                                         | Philipp Stölzl Regie Philipp Stölzl, Heike Vollmer Bühne Kathi Maurer Kostüme Philipp Krenn Mitarbeit Regie Olaf A. Schmitt Dramaturgie | Die Gräfin                                                             | Gloria Giurgola, Léonie Renaud                                                              |
| Wiener Symphoniker Prager Philharmonischer Chor Lukáš Vasilek Chorleitung Bregenzer Festspielchor Benjamin Lack Chorleitung Enrique Mazzola, Jordan de Souza                                         | Philipp Stölzl Regie Philipp Stölzl, Heike Vollmer Bühne Kathi Maurer Kostüme Philipp Krenn Mitarbeit Regie Olaf A. Schmitt Dramaturgie | Page                                                                   | David Kerber, Hyunduk Kim                                                                   |
| Don Quichotte, „comédie-héroïque“ in fünf Akten von Jules Massenet, Libretto von Henri Cain beruhend auf dem Stoff des Miguel de Cervantes, 16. bis 29. Juli 2019, Festspielhaus (drei Aufführungen) | |                                                                        |                                                                                             |
| Wiener Symphoniker Prager Philharmonischer Chor Lukáš Vasilek Chorleitung Antonino Fogliani | Mariame Clément Julia Hansen Ulrik Gad                                                                                                  | Anna Goryachova Dulcinée Léonie Renaud Pedro Vera Maria Bitter Garcias | Gábor Bretz Don Quichotte David Stout Sancho Paul Schweinester Rodriguez Patrik Reiter Juan |

## 2020
Die Bregenzer Festspiele 2020 wurden aufgrund der COVID-19-Pandemie und den daraufhin erlassenen Verordnungen der österreichischen Bundesregierung am 15. Mai 2020 abgesagt. Auf der Seebühne in Bregenz finden Vorstellungen üblicherweise vor 7.000 Menschen statt. Der kaufmännische Direktor Michael Diem erklärte, für nur jeweils 1.000 Zuschauer zu spielen sei „wirtschaftlich nicht machbar“. Festspielpräsident Hans-Peter Metzler bedauerte diesen Schritt.
Die für 2020 geplante Reprise von Verdis Rigoletto auf der Seebühne und die Neuinszenierung des Nero von Arrigo Boito wurden auf das folgende Jahr verschoben.

## 2021
| Rigoletto, Oper von Giuseppe Verdi nach Le Roi s'amuse von Victor Hugo, 22. Juli bis 22. August 2019, Spiel am See (28 Aufführungen)                  | |                                                                                     | |
| Wiener Symphoniker Prager Philharmonischer Chor Lukáš Vasilek Chorleitung Bregenzer Festspielchor Benjamin Lack Chorleitung Julia Jones, Daniel Cohen | Philipp Stölzl Regie Philipp Stölzl, Heike Vollmer Bühne Kathi Maurer Kostüme Philipp Krenn Mitarbeit Regie Olaf A. Schmitt Dramaturgie | Der Herzog von Mantua                                                               | Long Long, Pavel Petrov, Ovidiu Purcel |
| Wiener Symphoniker Prager Philharmonischer Chor Lukáš Vasilek Chorleitung Bregenzer Festspielchor Benjamin Lack Chorleitung Julia Jones, Daniel Cohen | Philipp Stölzl Regie Philipp Stölzl, Heike Vollmer Bühne Kathi Maurer Kostüme Philipp Krenn Mitarbeit Regie Olaf A. Schmitt Dramaturgie | Rigoletto                                                                           | Scott Hendricks, Juan Jesús Rodríguez, Daniel Luis de Vicente, Vladimir Stoyanov                                                           |
| Wiener Symphoniker Prager Philharmonischer Chor Lukáš Vasilek Chorleitung Bregenzer Festspielchor Benjamin Lack Chorleitung Julia Jones, Daniel Cohen | Philipp Stölzl Regie Philipp Stölzl, Heike Vollmer Bühne Kathi Maurer Kostüme Philipp Krenn Mitarbeit Regie Olaf A. Schmitt Dramaturgie | Gilda                                                                               | Stacey Alleaume, Hila Fahima, Ekaterina Sadovnikova                                                                                        |
| Wiener Symphoniker Prager Philharmonischer Chor Lukáš Vasilek Chorleitung Bregenzer Festspielchor Benjamin Lack Chorleitung Julia Jones, Daniel Cohen | Philipp Stölzl Regie Philipp Stölzl, Heike Vollmer Bühne Kathi Maurer Kostüme Philipp Krenn Mitarbeit Regie Olaf A. Schmitt Dramaturgie | Sparafucile                                                                         | Goderdzi Janelidze, Levente Páll, Miklós Sebestyén                                                                                         |
| Wiener Symphoniker Prager Philharmonischer Chor Lukáš Vasilek Chorleitung Bregenzer Festspielchor Benjamin Lack Chorleitung Julia Jones, Daniel Cohen | Philipp Stölzl Regie Philipp Stölzl, Heike Vollmer Bühne Kathi Maurer Kostüme Philipp Krenn Mitarbeit Regie Olaf A. Schmitt Dramaturgie | Maddalena / Giovanna                                                                | Rinat Shaham, Katrin Wundsam |
| Wiener Symphoniker Prager Philharmonischer Chor Lukáš Vasilek Chorleitung Bregenzer Festspielchor Benjamin Lack Chorleitung Julia Jones, Daniel Cohen | Philipp Stölzl Regie Philipp Stölzl, Heike Vollmer Bühne Kathi Maurer Kostüme Philipp Krenn Mitarbeit Regie Olaf A. Schmitt Dramaturgie | Der Graf von Monterone                                                              | Jordan Shanahan, Kostas Smoriginas |
| Wiener Symphoniker Prager Philharmonischer Chor Lukáš Vasilek Chorleitung Bregenzer Festspielchor Benjamin Lack Chorleitung Julia Jones, Daniel Cohen | Philipp Stölzl Regie Philipp Stölzl, Heike Vollmer Bühne Kathi Maurer Kostüme Philipp Krenn Mitarbeit Regie Olaf A. Schmitt Dramaturgie | Marullo                                                                             | Ilya Kutyukhin, Wolfgang Stefan Schwaiger                                                                                                  |
| Wiener Symphoniker Prager Philharmonischer Chor Lukáš Vasilek Chorleitung Bregenzer Festspielchor Benjamin Lack Chorleitung Julia Jones, Daniel Cohen | Philipp Stölzl Regie Philipp Stölzl, Heike Vollmer Bühne Kathi Maurer Kostüme Philipp Krenn Mitarbeit Regie Olaf A. Schmitt Dramaturgie | Borsa                                                                               | Taylan Reinhard, István Horváth |
| Wiener Symphoniker Prager Philharmonischer Chor Lukáš Vasilek Chorleitung Bregenzer Festspielchor Benjamin Lack Chorleitung Julia Jones, Daniel Cohen | Philipp Stölzl Regie Philipp Stölzl, Heike Vollmer Bühne Kathi Maurer Kostüme Philipp Krenn Mitarbeit Regie Olaf A. Schmitt Dramaturgie | Der Graf von Ceprano                                                                | Jorge Eleazar, David Oštrek |
| Wiener Symphoniker Prager Philharmonischer Chor Lukáš Vasilek Chorleitung Bregenzer Festspielchor Benjamin Lack Chorleitung Julia Jones, Daniel Cohen | Philipp Stölzl Regie Philipp Stölzl, Heike Vollmer Bühne Kathi Maurer Kostüme Philipp Krenn Mitarbeit Regie Olaf A. Schmitt Dramaturgie | Die Gräfin                                                                          | Shira Patchornik, Sarah Yang |
| Wiener Symphoniker Prager Philharmonischer Chor Lukáš Vasilek Chorleitung Bregenzer Festspielchor Benjamin Lack Chorleitung Julia Jones, Daniel Cohen | Philipp Stölzl Regie Philipp Stölzl, Heike Vollmer Bühne Kathi Maurer Kostüme Philipp Krenn Mitarbeit Regie Olaf A. Schmitt Dramaturgie | Page                                                                                | Hyunduk Kim, Jongyoung Kim |
| Nerone, Oper in vier Akten von Arrigo Boito (Libretto und Musik), 21. Juli bis 2. August 2021, Festspielhaus (drei Aufführungen)                      | |                                                                                     | |
| Wiener Symphoniker Prager Philharmonischer Chor Lukáš Vasilek Chorleitung Dirk Kaftan                                                                 | Olivier Tambosi Frank Philipp Schlößmann Gesine Völlm Davy Cunningham                                                                   | Svetlana Aksenova Asteria Alessandra Volpe Rubria Katrin Wundsam Cerinto \| Pèrside | Rafael Rojas Nerone Lucio Gallo Simon Mago Brett Polegato Fanuèl Miklós Sebestyén Tigellino Taylan Reinhard Gobrias Ilya Kutyukhin Dositèo |

## 2022
| Madama Butterfly, Oper von Giacomo Puccini 20. Juli bis 21. August 2022, Spiel am See (26 Aufführungen)                                                  | |                                                                                               | |
| Wiener Symphoniker Bregenzer Festspielchor, Prager Philharmonischer Chor Lukáš Vasilek, Benjamin Lack Chorleitung Enrique Mazzola, Yi-Chen Lin           | Andreas Homoki Regie Michael Levine Bühne Antony McDonald Kostüme Franck Evin Licht Luke Halls Video Lucy Burge Dramaturgie | Cio-Cio-San                                                                                   | Celine Byrne, Elena Guseva, Barno Ismatullaeva |
| Wiener Symphoniker Bregenzer Festspielchor, Prager Philharmonischer Chor Lukáš Vasilek, Benjamin Lack Chorleitung Enrique Mazzola, Yi-Chen Lin           | Andreas Homoki Regie Michael Levine Bühne Antony McDonald Kostüme Franck Evin Licht Luke Halls Video Lucy Burge Dramaturgie | Suzuki                                                                                        | Claudia Huckle, Aytaj Shikhalizada, Annalisa Stroppa |
| Wiener Symphoniker Bregenzer Festspielchor, Prager Philharmonischer Chor Lukáš Vasilek, Benjamin Lack Chorleitung Enrique Mazzola, Yi-Chen Lin           | Andreas Homoki Regie Michael Levine Bühne Antony McDonald Kostüme Franck Evin Licht Luke Halls Video Lucy Burge Dramaturgie | Kate Pinkerton                                                                                | Hamida Kristoffersen, Sabine Winter |
| Wiener Symphoniker Bregenzer Festspielchor, Prager Philharmonischer Chor Lukáš Vasilek, Benjamin Lack Chorleitung Enrique Mazzola, Yi-Chen Lin           | Andreas Homoki Regie Michael Levine Bühne Antony McDonald Kostüme Franck Evin Licht Luke Halls Video Lucy Burge Dramaturgie | B. F. Pinkerton                                                                               | Edgaras Montvidas, Otar Jorjikia, Łukasz Załęski |
| Wiener Symphoniker Bregenzer Festspielchor, Prager Philharmonischer Chor Lukáš Vasilek, Benjamin Lack Chorleitung Enrique Mazzola, Yi-Chen Lin           | Andreas Homoki Regie Michael Levine Bühne Antony McDonald Kostüme Franck Evin Licht Luke Halls Video Lucy Burge Dramaturgie | Sharpless                                                                                     | Brian Mulligan, Brett Polegato, Yngve Søberg |
| Wiener Symphoniker Bregenzer Festspielchor, Prager Philharmonischer Chor Lukáš Vasilek, Benjamin Lack Chorleitung Enrique Mazzola, Yi-Chen Lin           | Andreas Homoki Regie Michael Levine Bühne Antony McDonald Kostüme Franck Evin Licht Luke Halls Video Lucy Burge Dramaturgie | Goro                                                                                          | Michael Laurenz, Taylan Reinhard |
| Wiener Symphoniker Bregenzer Festspielchor, Prager Philharmonischer Chor Lukáš Vasilek, Benjamin Lack Chorleitung Enrique Mazzola, Yi-Chen Lin           | Andreas Homoki Regie Michael Levine Bühne Antony McDonald Kostüme Franck Evin Licht Luke Halls Video Lucy Burge Dramaturgie | Der Fürst Yamadori                                                                            | Omer Kobiljak, Patrik Reiter |
| Wiener Symphoniker Bregenzer Festspielchor, Prager Philharmonischer Chor Lukáš Vasilek, Benjamin Lack Chorleitung Enrique Mazzola, Yi-Chen Lin           | Andreas Homoki Regie Michael Levine Bühne Antony McDonald Kostüme Franck Evin Licht Luke Halls Video Lucy Burge Dramaturgie | Onkel Bonze                                                                                   | Levente Páll, Stanislav Vorobyov |
| Wiener Symphoniker Bregenzer Festspielchor, Prager Philharmonischer Chor Lukáš Vasilek, Benjamin Lack Chorleitung Enrique Mazzola, Yi-Chen Lin           | Andreas Homoki Regie Michael Levine Bühne Antony McDonald Kostüme Franck Evin Licht Luke Halls Video Lucy Burge Dramaturgie | Der kaiserliche Kommissar                                                                     | Unnsteinn Árnason |
| Siberia, Tragödie in drei Akten von Luigi Illica (Libretto) und Umberto Giordano (Musik), 21. Juli bis 1. August 2022, Festspielhaus (drei Aufführungen) | |                                                                                               | |
| Wiener Symphoniker Prager Philharmonischer Chor Lukáš Vasilek Chorleitung Valentin Uryupin                                                               | Vasily Barkhatov Christian Schmidt Nicole von Graevenitz Alexander Sivaev                                                   | Ambur Braid Stephana Fredrika Brillembourg Nikona Clarry Bartha La fanciulla \| Die alte Frau | Alexander Mikhailov Vassili Scott Hendricks Gleby Omer Kobiljak Fürst Alexis Manuel Günther Ivan \| Der Kosak Brett Polegato Bankier Miskinsky \| Der Invalide Unnsteinn Árnason Walinoff \| Der Gouverneur Stanislav Vorobyov Der Hauptmann \| Der Aufseher |

## 2023
| Madama Butterfly, Oper von Giacomo Puccini 20. Juli bis 20. August 2023, Spiel am See (25 Aufführungen)                                                                                       | |                                               | |
| Wiener Symphoniker Bregenzer Festspielchor, Prager Philharmonischer Chor Lukáš Vasilek, Benjamin Lack Chorleitung Enrique Mazzola, Yi-Chen Lin                                                | Andreas Homoki Regie Michael Levine Bühne Antony McDonald Kostüme Franck Evin Licht Luke Halls Video Lucy Burge Dramaturgie | Cio-Cio-San                                   | Elena Guseva, Barno Ismatullaeva, Anna Princeva                                                                                     |
| Wiener Symphoniker Bregenzer Festspielchor, Prager Philharmonischer Chor Lukáš Vasilek, Benjamin Lack Chorleitung Enrique Mazzola, Yi-Chen Lin                                                | Andreas Homoki Regie Michael Levine Bühne Antony McDonald Kostüme Franck Evin Licht Luke Halls Video Lucy Burge Dramaturgie | Suzuki                                        | Fleuranne Brockway, Aytaj Shikhalizada, Annalisa Stroppa                                                                            |
| Wiener Symphoniker Bregenzer Festspielchor, Prager Philharmonischer Chor Lukáš Vasilek, Benjamin Lack Chorleitung Enrique Mazzola, Yi-Chen Lin                                                | Andreas Homoki Regie Michael Levine Bühne Antony McDonald Kostüme Franck Evin Licht Luke Halls Video Lucy Burge Dramaturgie | Kate Pinkerton                                | Hamida Kristoffersen, Sabine Winter                                                                                                 |
| Wiener Symphoniker Bregenzer Festspielchor, Prager Philharmonischer Chor Lukáš Vasilek, Benjamin Lack Chorleitung Enrique Mazzola, Yi-Chen Lin                                                | Andreas Homoki Regie Michael Levine Bühne Antony McDonald Kostüme Franck Evin Licht Luke Halls Video Lucy Burge Dramaturgie | B. F. Pinkerton                               | Otar Jorjikia, Denys Pivnitskyi, Łukasz Załęski                                                                                     |
| Wiener Symphoniker Bregenzer Festspielchor, Prager Philharmonischer Chor Lukáš Vasilek, Benjamin Lack Chorleitung Enrique Mazzola, Yi-Chen Lin                                                | Andreas Homoki Regie Michael Levine Bühne Antony McDonald Kostüme Franck Evin Licht Luke Halls Video Lucy Burge Dramaturgie | Sharpless                                     | Domen Križaj, Brett Polegato, Yngve Søberg                                                                                          |
| Wiener Symphoniker Bregenzer Festspielchor, Prager Philharmonischer Chor Lukáš Vasilek, Benjamin Lack Chorleitung Enrique Mazzola, Yi-Chen Lin                                                | Andreas Homoki Regie Michael Levine Bühne Antony McDonald Kostüme Franck Evin Licht Luke Halls Video Lucy Burge Dramaturgie | Goro                                          | Spencer Lang, Taylan Reinhard |
| Wiener Symphoniker Bregenzer Festspielchor, Prager Philharmonischer Chor Lukáš Vasilek, Benjamin Lack Chorleitung Enrique Mazzola, Yi-Chen Lin                                                | Andreas Homoki Regie Michael Levine Bühne Antony McDonald Kostüme Franck Evin Licht Luke Halls Video Lucy Burge Dramaturgie | Der Fürst Yamadori                            | Omer Kobiljak, Patrik Reiter |
| Wiener Symphoniker Bregenzer Festspielchor, Prager Philharmonischer Chor Lukáš Vasilek, Benjamin Lack Chorleitung Enrique Mazzola, Yi-Chen Lin                                                | Andreas Homoki Regie Michael Levine Bühne Antony McDonald Kostüme Franck Evin Licht Luke Halls Video Lucy Burge Dramaturgie | Onkel Bonze                                   | Levente Páll, Stanislav Vorobyov |
| Wiener Symphoniker Bregenzer Festspielchor, Prager Philharmonischer Chor Lukáš Vasilek, Benjamin Lack Chorleitung Enrique Mazzola, Yi-Chen Lin                                                | Andreas Homoki Regie Michael Levine Bühne Antony McDonald Kostüme Franck Evin Licht Luke Halls Video Lucy Burge Dramaturgie | Der kaiserliche Kommissar                     | Matthias Hoffmann |
| Ernani, Libretto von Francesco Maria Piave nach dem Drama Hernani ou l’Honneur castillan von Victor Hugo , Musik von Giuseppe Verdi, 19. bis 31. Juli 2023, Festspielhaus (drei Aufführungen) | |                                               | |
| Wiener Symphoniker Prager Philharmonischer Chor Lukáš Vasilek Chorleitung Enrique Mazzola | Lotte de Beer Christof Hetzer Alex Brok Ran Arthur Braun Choreographie Peter te Nuyl Dramaturgie                            | Guanqun Yu Elvira Aytaj Shikhalizada Giovanna | Saimir Pirgu Ernani Franco Vassallo Don Carlo Goran Jurić Don Ruy Gomez de Silva Omer Kobiljak Don Riccardo Stanislav Vorobyov Jago |

## 2024
| Orchester, Chor, Dirigent | Regie, Ausstattung, Licht | Rollen                                                                  | Darsteller                                                               |
| --- | --- | ----------------------------------------------------------------------- | ------------------------------------------------------------------------ |
| Der Freischütz, Romantische Oper von Carl Maria von Weber, Libretto von Friedrich Kind nach der Erzählung von August Apel, 17. Juli bis 18. August 2024, Spiel am See (28 Aufführungen)                  | |                                                                         |                                                                          |
| Wiener Symphoniker Bregenzer Festspielchor, Prager Philharmonischer Chor Lukáš Vasilek, Benjamin Lack Chorleitung Enrique Mazzola, Erina Yashima                                                         | Philipp Stölzl Regie, Bühne Gesine Völlm Kostüme Wendy Hesketh-Ogilvie Stunt- und Bewegungsregie Philipp Stölzl, Florian Schmitt Licht Jan Petzold Toneffekte Olaf A. Schmitt Dramaturgie | Ottokar                                                                 | Liviu Holender, Johannes Kammler                                         |
| Wiener Symphoniker Bregenzer Festspielchor, Prager Philharmonischer Chor Lukáš Vasilek, Benjamin Lack Chorleitung Enrique Mazzola, Erina Yashima                                                         | Philipp Stölzl Regie, Bühne Gesine Völlm Kostüme Wendy Hesketh-Ogilvie Stunt- und Bewegungsregie Philipp Stölzl, Florian Schmitt Licht Jan Petzold Toneffekte Olaf A. Schmitt Dramaturgie | Kuno                                                                    | Franz Hawlata, Raimund Nolte                                             |
| Wiener Symphoniker Bregenzer Festspielchor, Prager Philharmonischer Chor Lukáš Vasilek, Benjamin Lack Chorleitung Enrique Mazzola, Erina Yashima                                                         | Philipp Stölzl Regie, Bühne Gesine Völlm Kostüme Wendy Hesketh-Ogilvie Stunt- und Bewegungsregie Philipp Stölzl, Florian Schmitt Licht Jan Petzold Toneffekte Olaf A. Schmitt Dramaturgie | Agathe                                                                  | Mandy Fredrich, Nikola Hillebrand, Elissa Huber                          |
| Wiener Symphoniker Bregenzer Festspielchor, Prager Philharmonischer Chor Lukáš Vasilek, Benjamin Lack Chorleitung Enrique Mazzola, Erina Yashima                                                         | Philipp Stölzl Regie, Bühne Gesine Völlm Kostüme Wendy Hesketh-Ogilvie Stunt- und Bewegungsregie Philipp Stölzl, Florian Schmitt Licht Jan Petzold Toneffekte Olaf A. Schmitt Dramaturgie | Ännchen                                                                 | Hanna Herfurtner, Gloria Rehm, Katharina Ruckgaber                       |
| Wiener Symphoniker Bregenzer Festspielchor, Prager Philharmonischer Chor Lukáš Vasilek, Benjamin Lack Chorleitung Enrique Mazzola, Erina Yashima                                                         | Philipp Stölzl Regie, Bühne Gesine Völlm Kostüme Wendy Hesketh-Ogilvie Stunt- und Bewegungsregie Philipp Stölzl, Florian Schmitt Licht Jan Petzold Toneffekte Olaf A. Schmitt Dramaturgie | Kaspar                                                                  | Christof Fischesser, David Steffens, Oliver Zwarg                        |
| Wiener Symphoniker Bregenzer Festspielchor, Prager Philharmonischer Chor Lukáš Vasilek, Benjamin Lack Chorleitung Enrique Mazzola, Erina Yashima                                                         | Philipp Stölzl Regie, Bühne Gesine Völlm Kostüme Wendy Hesketh-Ogilvie Stunt- und Bewegungsregie Philipp Stölzl, Florian Schmitt Licht Jan Petzold Toneffekte Olaf A. Schmitt Dramaturgie | Max                                                                     | Thomas Blondelle, Mauro Peter, Rolf Romei                                |
| Wiener Symphoniker Bregenzer Festspielchor, Prager Philharmonischer Chor Lukáš Vasilek, Benjamin Lack Chorleitung Enrique Mazzola, Erina Yashima                                                         | Philipp Stölzl Regie, Bühne Gesine Völlm Kostüme Wendy Hesketh-Ogilvie Stunt- und Bewegungsregie Philipp Stölzl, Florian Schmitt Licht Jan Petzold Toneffekte Olaf A. Schmitt Dramaturgie | Samiel                                                                  | Moritz von Treuenfels, Niklas Wetzel                                     |
| Wiener Symphoniker Bregenzer Festspielchor, Prager Philharmonischer Chor Lukáš Vasilek, Benjamin Lack Chorleitung Enrique Mazzola, Erina Yashima                                                         | Philipp Stölzl Regie, Bühne Gesine Völlm Kostüme Wendy Hesketh-Ogilvie Stunt- und Bewegungsregie Philipp Stölzl, Florian Schmitt Licht Jan Petzold Toneffekte Olaf A. Schmitt Dramaturgie | Ein Eremit                                                              | Frederic Jost, Andreas Wolf                                              |
| Wiener Symphoniker Bregenzer Festspielchor, Prager Philharmonischer Chor Lukáš Vasilek, Benjamin Lack Chorleitung Enrique Mazzola, Erina Yashima                                                         | Philipp Stölzl Regie, Bühne Gesine Völlm Kostüme Wendy Hesketh-Ogilvie Stunt- und Bewegungsregie Philipp Stölzl, Florian Schmitt Licht Jan Petzold Toneffekte Olaf A. Schmitt Dramaturgie | Kilian                                                                  | Maximilian Krummen, Philippe Spiegel                                     |
| Wiener Symphoniker Bregenzer Festspielchor, Prager Philharmonischer Chor Lukáš Vasilek, Benjamin Lack Chorleitung Enrique Mazzola, Erina Yashima                                                         | Philipp Stölzl Regie, Bühne Gesine Völlm Kostüme Wendy Hesketh-Ogilvie Stunt- und Bewegungsregie Philipp Stölzl, Florian Schmitt Licht Jan Petzold Toneffekte Olaf A. Schmitt Dramaturgie | Brautjungfern                                                           | Theresa Gauß, Sarah Kling, Sarah Schmidbauer                             |
| Tancredi, Melodramma eroico (Ferrara-Fassung), Libretto von Gaetano Rossi nach der Tragödie Tancrède von Voltaire, Musik von Gioachino Rossini, 18. bis 29. Juli 2023, Festspielhaus (drei Aufführungen) | |                                                                         |                                                                          |
| Wiener Symphoniker Prager Philharmonischer Chor Lukáš Vasilek Chorleitung Yi-Chen Lin | Jan Philipp Gloger Ben Baur, Justina Klimczyk Martin Gebhardt Ran Arthur Braun Kampfchoreographie Claus Spahn, Florian Amort Dramaturgie                                                  | Anna Goryachova Tancredi Mélissa Petit Amenaide Laura Polverelli Isaura | Argirio Antonino Siragusa Andreas Wolf Orbazzano Ilia Skvirskii Roggiero |